# Canac (quincaillerie)
Pour les articles homonymes, voir Canac.
Canac est une enseigne québécoise spécialisée dans l'habitat (construction, aménagement d'intérieur et paysager, décoration, bricolage). Fondée dans les années 1870, elle est aujourd'hui parmi les plus grandes chaînes du genre au Québec.

## Description

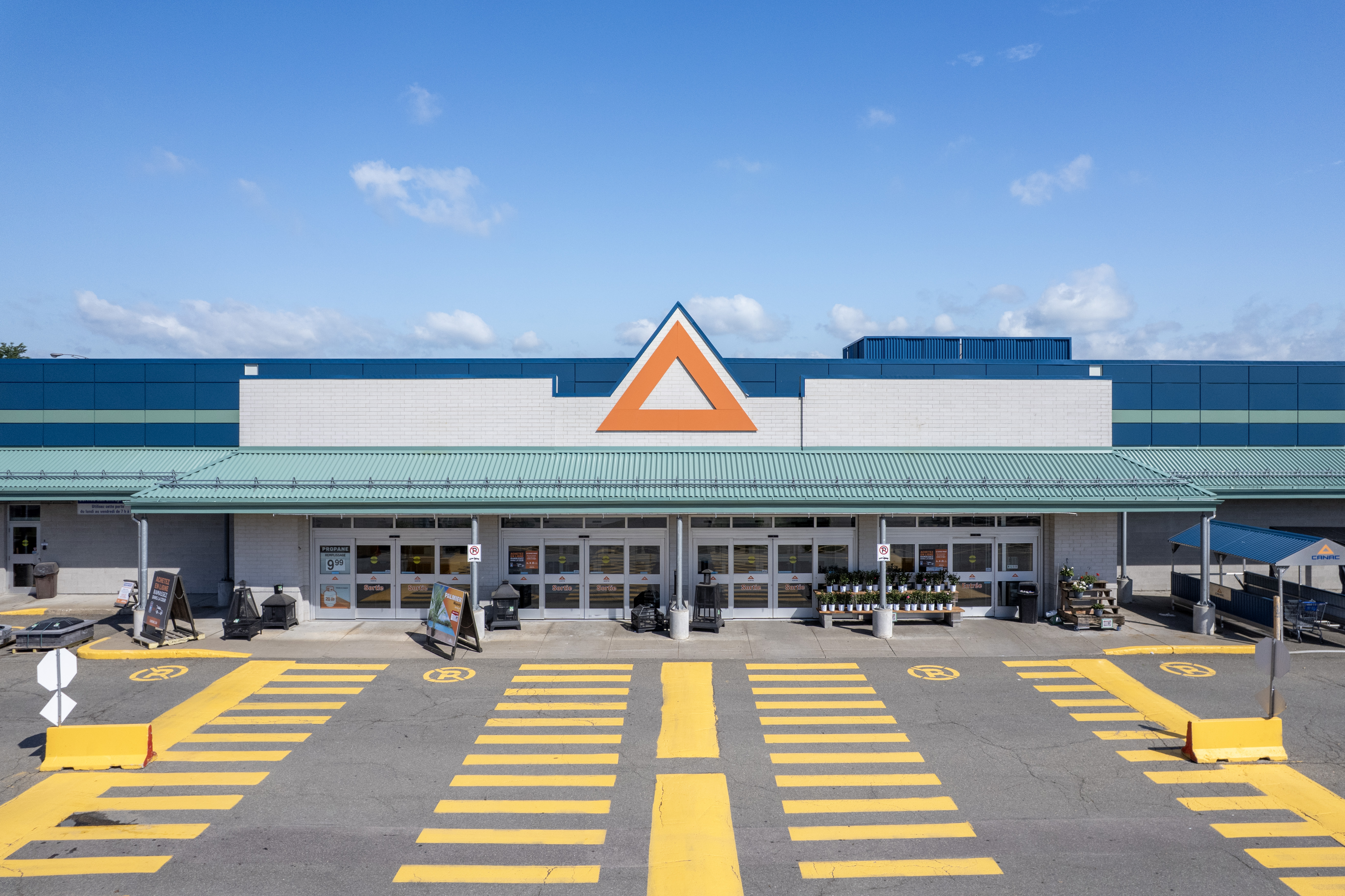
Façade d'un magasin Canac.

L'entreprise distribue et vend des matériaux de rénovation et des produits de quincaillerie tant aux clients commerciaux qu'aux particuliers. Depuis la vente de RONA aux intérêts américains, Canac est la seule chaîne de quincaillerie et de matériaux de construction indépendante issue de la région de Québec et appartenant à des Québécois.

## Historique

### Aux origines: les familles Canac-Marquis et Grenier
Reconnus comme étant les fondateurs de l'entreprise, Louis Canac-Marquis et Jean-Baptiste « Jos » Grenier démarrent indépendamment chacun leur commerce dans les années 1870 près de Québec. À cette époque, le commerce du bois carré connaît ses dernières années de gloire. Grenier crée sa scierie en 1875 sur l'avenue Royale à Beauport (aujourd'hui quartier de Québec) tandis que Canac-Marquis ouvre la sienne en 1878 près de la rivière Saint-Charles, à Saint-Malo (qui fait partie de Québec depuis le début du XXe siècle). Son établissement est voisin de celui de son frère Frédéric Canac-Marquis, maire de la municipalité et également entrepreneur.
En avril 1927, Louis et son fils Raoul incorporent l'entreprise qui devient Louis-Canac Marquis, Ltée. Leur mission est alors de « faire le commerce de marchands de bois d'une manière générale; Manufacturer et confectionner toutes sortes de produits qui découlent ou se rattachent à ce commerce ». Après le décès de Louis le 22 juin 1936 à l'âge de 85 ans, son fils Raoul, son petit-fils Jean-Paul et son arrière-petit-fils Pierre se succèderont à la tête de l'entreprise. Bien que le commerce familial de la rue Marie-de-l'Incarnation soit bien connu à Québec, il faut attendre la fin des années 1970 avant que l'entreprise commence son expansion. Elle profite alors de l'ouverture de centres commerciaux dans la région pour établir deux nouvelles succursales : une au Carrefour Charlesbourg en 1976 et une autre au Carrefour Les Saules en 1979.
Alors que Canac-Marquis s'adresse d'abord aux particuliers, Grenier possède une clientèle d'entrepreneurs. Le 1er décembre 1981, les trois succursales de Canac-Marquis et les deux de Grenier sont fusionnées sous l'enseigne « Canac-Marquis Grenier ». Les deux familles conservent chacune la moitié des parts de l'entreprise.
En 1984, l’entreprise procède à l’acquisition des magasins Baptiste Touchatou situés à Charlesbourg, Vanier et Saint-Romuald.

### Rachat par le groupe Laberge

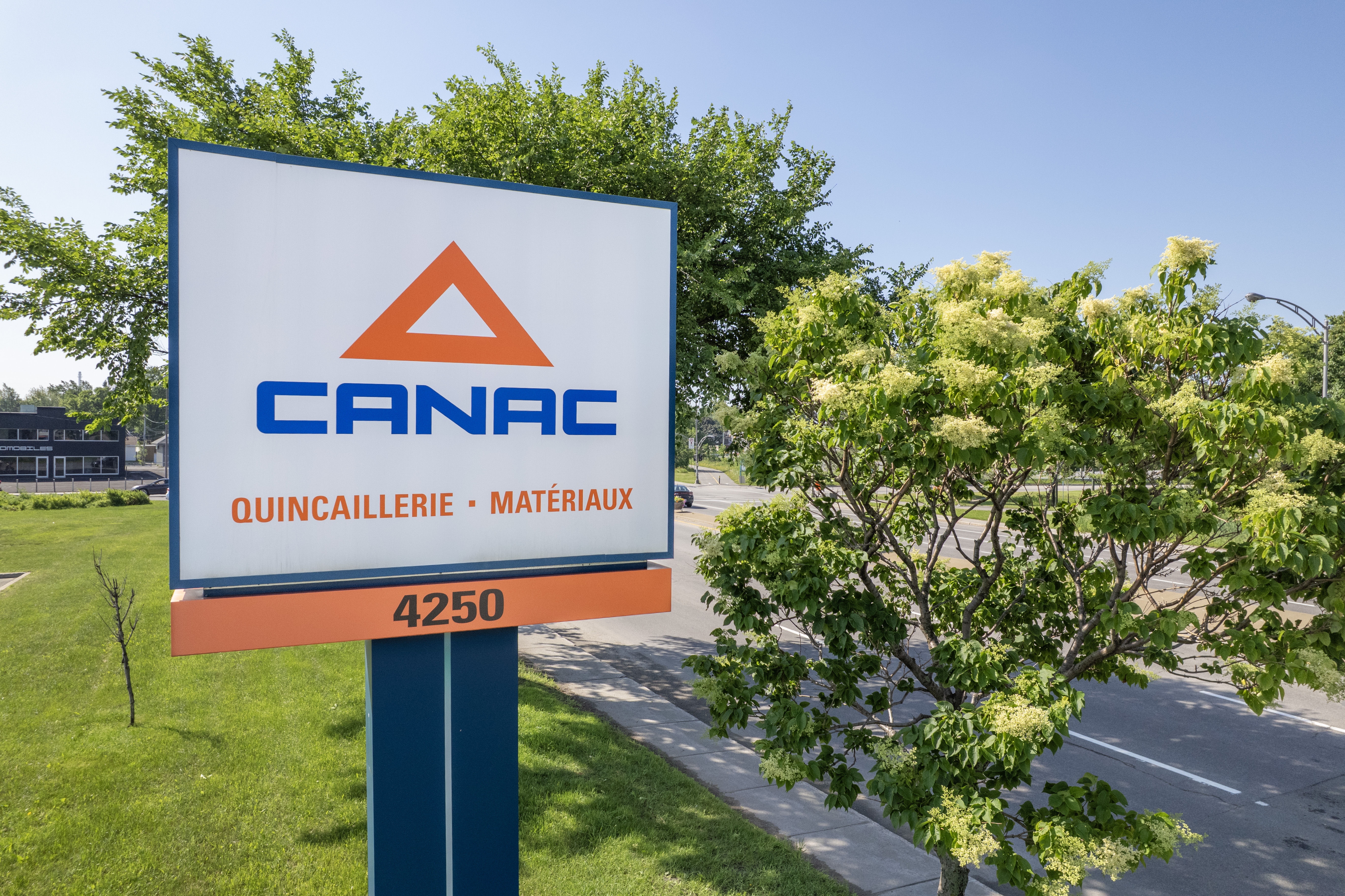
Enseigne d'un magasin Canac.

En novembre 1985, le Groupe Laberge, propriétaire de la Quincaillerie Laberge, fait l'acquisition de la totalité des actifs de Canac-Marquis Grenier. Le groupe commence alors l'acquisition d'autres quincailleries de la région. En 1989, le centre de bricolage Chez Tôle passe aux mains de la chaîne, suivi en 1993 des magasins Matériaux Audet. En 1995, un centre de distribution est construit à L'Ancienne-Lorette. Ce dernier devra être réagrandit dix ans plus tard pour supporter la croissance de l'entreprise.
Dès 1998 avec l'ouverture d'une succursale à Lévis, la chaîne procède à l'ouverture de nouveaux emplacements pratiquement à chaque année. Elle consolide d'abord sa présence sur le marché de la région de Québec puis ouvre ses premières adresses ailleurs au Québec : Victoriaville (2002), Saint-Georges (2005), Chicoutimi (2006), Trois-Rivières (2007), Sherbrooke (2007). Un deuxième centre de distribution est construit à Saint-Augustin-de-Desmaures en 2007.
En 2010, la chaîne simplifie son nom pour devenir « Canac ». La chaîne acquiert deux succursales du Groupe Gaston Côté en Estrie. En 2014, elle inaugure un nouveau centre de distribution à Drummondville. Initialement d'une superficie de 350 000 pieds carrés, sa superficie est doublée en 2019 pour permettre d'alimenter les magasins de l'ouest et du sud du Québec. Canac ouvre sa première succursale dans le Grand Montréal en 2016 à Beauharnois. Depuis 2020, Canac ne distribue plus de circulaire papier. La seule façon de consulter la circulaire de Canac est en ligne et sur des applications comme Reebee. En date de 2024, Canac compte 33 succursales,.

## Image de marque
En 2017, la chaîne associe son nom au stade de baseball de la ville de Québec, renommé Stade Canac.

### Logo
Lors du dévoilement de son logo triangulaire dans une publicité en 1981, l'entreprise explique que le triangle fait référence à la maison. La création de ce logo est contemporaine à celui de Leroy Merlin, chaîne française œuvrant dans le même domaine et dont le triangle est vert.
D'abord souligné d'un trait horizontal, le logo est constitué d'un seul triangle depuis 2010.

Avant 2010
Depuis 2010

### Slogan
- Depuis 2019 : Aide pour vrai[15]
- Avant 2019 : C'est pas compliqué